# 史蒂芬·克拉申
史蒂芬·克拉申（英語：Stephen Krashen，1941年3月14日—）是美国的語言學家與語言教學研究者，現為南加州大学榮譽教授。

## 生平
克拉申出生於伊利諾州芝加哥，年輕時曾在衣索比亞志願服務教英文達兩年，後於1972年自加州大學洛杉磯分校獲語言學博士學位，論文為「語言與左腦」(Language and the Left Hemisphere)。他原为语言学教授，研究的主題即為第二語言習得，1994年方加入南加州大學教育学院。克拉申通過跆拳道筆試而獲得黑帶，曾於1978年獲加州跆拳道冠軍。

## 語言習得理論
克拉申發表期刊論文超過450篇，範圍廣涵第二語言習得、雙語教育、閱讀理論等。他最著名的概念即1980年代開展的語言習得「五假說」：
1. 習得-學習假說 (Acquisition - Learning Hypothesis)
克拉申認為人的語言發展有兩種途徑：[1]其一為「習得」(Acquisition)，其特徵是自然(natural)、直覺(intuitive)且近於潛意識(subconscious)，例如學習母語。克拉申主張不論幼兒或成人都有習得的能力。其二為「學習」(Learning)，特徵是有意识的 (conscious) 反覆练习、记忆，例如學校、補習班的文法、單字課。克拉申認為只有「習得」才是學習的正道，因為其著重於語言的實質而不似「學習」常流於形式(form)[2]。又「學習」常涉及大量（如文法、拼字）規正(correction)，可能會導致學生的興趣減低。
2. 語言監控假說(Monitor hypothesis)
語言監控假說與「習得-學習假說」密切相關，因為它涉及習得與學習的關係。克拉申強調，「學習」的結果會產生「監控機器」(monitor)，進而監控、改善由「習得」所產生的語言（例如檢查文法錯誤或否）。但「監控」的開啟也會讓我們無法「自然」，只有在「監控」本身發展完善時才不會造成妨礙。是故，不應逼迫學習初期的學生說話，原因在「監控」本身尚未有足夠的時間完備。
3. 情意濾網假說(Affective filter hypothesis)
人們生而害怕犯錯、被處罰、被威脅，這些都會降低語言學習的效率，克拉申稱這些心理障礙為「情意濾網」(Affective filter)。克拉申發現形成「情意濾網」的主因有二：其一是過早要求、逼迫學生開口說，其二是過早被反覆糾正錯誤而失去自信心。[3]
4. 自然順序假說(Natural order hypothesis)
克拉申認為不論成人或兒童，語言知識的長成都有一定自然順序，例如先學現在式(present tense)再學過去式(past tense)等。惟克拉申承認教案未必須依自然順序建構。
5. 語言輸入假說(Input hypothesis)
語言輸入為克拉申的核心思想。他強調學生不需過度注重口說或寫作（「輸出」），而必须通过阅读和听力吸收、「輸入」语料；而该材料必须是略微超过学子目前的水平，但又不至於讓學生無法理解。[4]假設学习者目前的水平為i，又假設1為適當的挑戰難度，那教學者應給予的阅读和听力難度即應是「i+1」；換言之，若太簡單則成為i-1或i+0，皆無法使學習者成長，而太難如i+2又會挫折學生。由此可知，教學者應深入了解教材進度與學生程度（i），才能給出（對學生而言）可理解的輸入(comprehensible input)。

## 深度阅读
克拉申思想的奠基之作有二，電子檔均能在他的網站上找到，連結如下
- Krashen, S.D.  (PDF). Oxford: Pergamon. 1981  [2015-08-01]. （原始内容存档 (PDF)于2015-09-24）.
- Krashen, S.D.  (PDF). Oxford: Pergamon. 1982  [2015-08-01]. （原始内容存档 (PDF)于2014-03-07）.